# 京都府立医科大学医療技術短期大学部
京都府立医科大学医療技術短期大学部（きょうとふりついかだいがくいりょうぎじゅつたんきだいがくぶ、英語: College of Medical Technology, Kyoto Prefectural University of Medicine）は、京都府京都市上京区清和院口寺町東入中御霊町410に本部を置いていた日本の公立大学である。1993年に設置され、2005年に廃止された。大学の略称は医短。

## 概要

### 大学全体
- 京都府京都市上京区に所在した日本の公立短期大学で、設置主体は京都府[注 1]。
- 旧来の京都府立医科大学附属看護専門学校を母体に1993年に短期大学として開学。看護学科と2専攻からなる専攻科を設けており、男女共学。
- 2001年度の入学生を最後に[注釈 1]、2005年に短期大学としての使命を終える[注釈 2]。

### 教育および研究
- 京都府立医科大学医療技術短期大学部は看護教育に特化した短大であり、附属病院での臨床実習も行われていた。

### 学風および特色
- 京都府立医科大学医療技術短期大学部は1993年の設置と至って新しいが、起源は1889年創立の京都府医学校附属産婆教習所となっており、そこから通算すれば100年以上の歳月を経ていることから永い伝統をもっているといえる。
- 11月1日が創立記念日となっていた。
- 全国の短大でも入試レベルが高く、競争率も高かった。長い名前の短大でもあった

## 沿革[注 2]
- 1889年
  - 京都府医学校附属産婆教習所が創設される。
- 1896年
  - 京都府医学校附属看護婦養成所が創設される。
- 1901年
  - 上記2学校が京都府立医学校附属産婆教習所・看護婦教習所となる。
- 1903年
  - 京都府立医学専門学校附属産婆看護婦教習所に改組。
- 1924年
  - 京都府立医科大学附属産婆看護婦教習所に改組。
- 1946年
  - 京都府立医科大学附属厚生女学部に改組される。
- 1949年
  - 京都府立医科大学附属甲種看護婦学院に改組。
- 1951年
  - 京都府立医科大学附属乙種看護婦学院が併設される。近畿保健婦専門学校が併設される。
- 1952年
  - 京都府立医科大学附属甲種看護婦学院が看護婦学院に改称。准看護婦学院が併設される。
- 1964年
  - 京都府立医科大学附属看護学院に名称変更。
- 1965年
  - 近畿保健婦専門学校が京都府立保健婦専門学校に変更。
- 1976年
  - 京都府立医科大学附属看護学院が京都府立医科大学附属看護専門学校に改組され、専修学校に移行される。
- 1983年
  - 京都府立医科大学附属看護専門学校に助産学科を置く。
- 1992年
  - 12月21日 左記を以て文部省[注 3]より短期大学の設置が認可される💛。
- 1993年
  - 4月1日 京都府立医科大学医療技術短期大学部が以下の学科体制にて開学[注 4]。
    - 看護学科 入学定員100名

  - 5月1日 学生数[7]/定員
    - 看護学科 99[注釈 3]/100
- 1994年
  - 5月1日 学生数[8]/定員
    - 看護学科 194[注釈 3]/200
- 1995年
  - 4月1日 初めて男子が入学する。
  - 5月1日 学生数[9]/定員
    - 看護学科 292[注 5]/300
- 1996年
  - 4月1日 専攻科の設置が認められ、以下の課程を設ける[10]。
    - 保健学専攻 入学定員50名
    - 助産学専攻 入学定員15名
- 1999年
  - 5月1日 学生数[11]/定員
    - 看護学科 301[注 6]/300
- 2001年
  - 4月1日 この年度で短期大学としての学生募集を最終とする[注釈 1]。
- 2005年
  - 4月26日 左記をもって正式に廃止となる[注釈 2]。

## 基礎データ

### 所在地
- 京都府京都市上京区清和院口寺町東入中御霊町410[注釈 4]

## 教育および研究

### 組織

#### 学科
- 看護学科 入学定員100名[注 7]

#### 専攻科
- 保健学専攻 入学定員50名[14]
- 助産学専攻 入学定員15名[14]

#### 別科
- なし

#### 取得資格について
- 看護師：看護学科[注 8]。
- 保健師：専攻科保健学専攻
- 助産師：専攻科助産学専攻

教職課程
- 養護教諭一種免許状：専攻科保健学専攻

### 研究
- 『京都府立医科大学医療技術短期大学部紀要』[16]

## 学生生活

### 部活動・クラブ活動・サークル活動
- 京都府立医科大学医療技術短期大学部で活動していたクラブ活動：短期大学独自のクラブとしてはバレーボール・漕艇・華道・茶道ほか「保健医療を考える会」と称した団体組織などがあった。ほか、医大のクラブにも入部した人もいた。

### 学園祭
- 京都府立医科大学医療技術短期大学部の学園祭は「トリアス祭」と呼ばれ例年、11月上旬頃に医大と合同で行われていた。

## 施設

### キャンパス
- 設備：短大独自の校舎があり、鉄筋コンクリート造・地上4階・地下1階建となっていた。
- 図書館・体育館は医大と共同使用となっていた。

## 対外関係

### 系列校
- 京都府立大学
- 京都府立医科大学
- 京都府立大学女子短期大学部

## 卒業後の進路について

### 就職について
- 専門職に就く人が大半で実績として京都府立医科大学附属病院をはじめとした医療機関がある。

### 編入学・進学実績
- 看護学科卒業生は、京都府立医科大学医療技術短期大学部専攻科へ進学していた様子。

## 関連サイト
- 京都府立医科大学医学部看護学科沿革